# Ville-en-Blaisois
Ville-en-Blaisois är en kommun i departementet Haute-Marne i regionen Grand Est (tidigare regionen Champagne-Ardenne) i nordöstra Frankrike. Kommunen ligger i kantonen Wassy som tillhör arrondissementet Saint-Dizier. År 2022 hade Ville-en-Blaisois 148 invånare.

## Befolkningsutveckling
Antalet invånare i kommunen Ville-en-Blaisois
| Referens: INSEE |